# Kovács Gábor (közgazdász)
Kovács Gábor (Miskolc, 1883. január 4. – Budapest, 1920. január 28.) magyar közgazdasági író, egyetemi tanár.

## Élete
Dr. Kovács Gábor tanár, főgimnáziumi igazgató és Kardos Jolán fiaként született. Tanulmányait követően 1905-ben a debreceni református jogakadémia tanára, majd 1910-ben a kolozsvári egyetem magántanára lett. 1914-től a debreceni tudományegyetemen, majd 1918-tól a kolozsvári egyetemen a közgazdaság és pénzügytan nyilvános rendes tanárává választották. Alig 37 évesen hunyt el tüdőgyulladás következtében.
A közgazdaságtan elméletében a határ haszon- és a társadalomerkölcsi iskolákkal ellentétben a klasszikusok elméleteit igyekezett továbbfejleszteni Marx és Oppenheimer hatása alatt. Közgazdaságtan-elméleti és gazdaságtörténeti munkái mellett a háborús gazdálkodás kérdése is foglalkoztatta.

## Művei
- Az orosz Mir-szervezet történelmi fejlődése (Budapest, 1904)
- Az orosz Mir-szervezet szociálgazdaságtani értéke (Budapest, 1904)
- Pénzügytan (Budapest, 1906)
- A szocializmus (Budapest, 1907)
- A népesedés elmélete (Debrecen, 1908)
- Társadalmi gazdaságtan (Debrecen, 1914)
- Közgazdaságtan (Budapest, 1916, Dános Árpáddal közösen)
- A közgazdaságtan és a világháború (Budapest, 1916)
- A világháború közgazdasági okai (Debrecen, 1916)
- A közgazdaságtan elemei (Debrecen, 1918)

A modern szocializmus története címen tervezett munkájának kéziratait Dános Árpád használta fel A szociális eszmék fejlődése című 1925-ben megjelent könyvében.